# Velké Bílovice

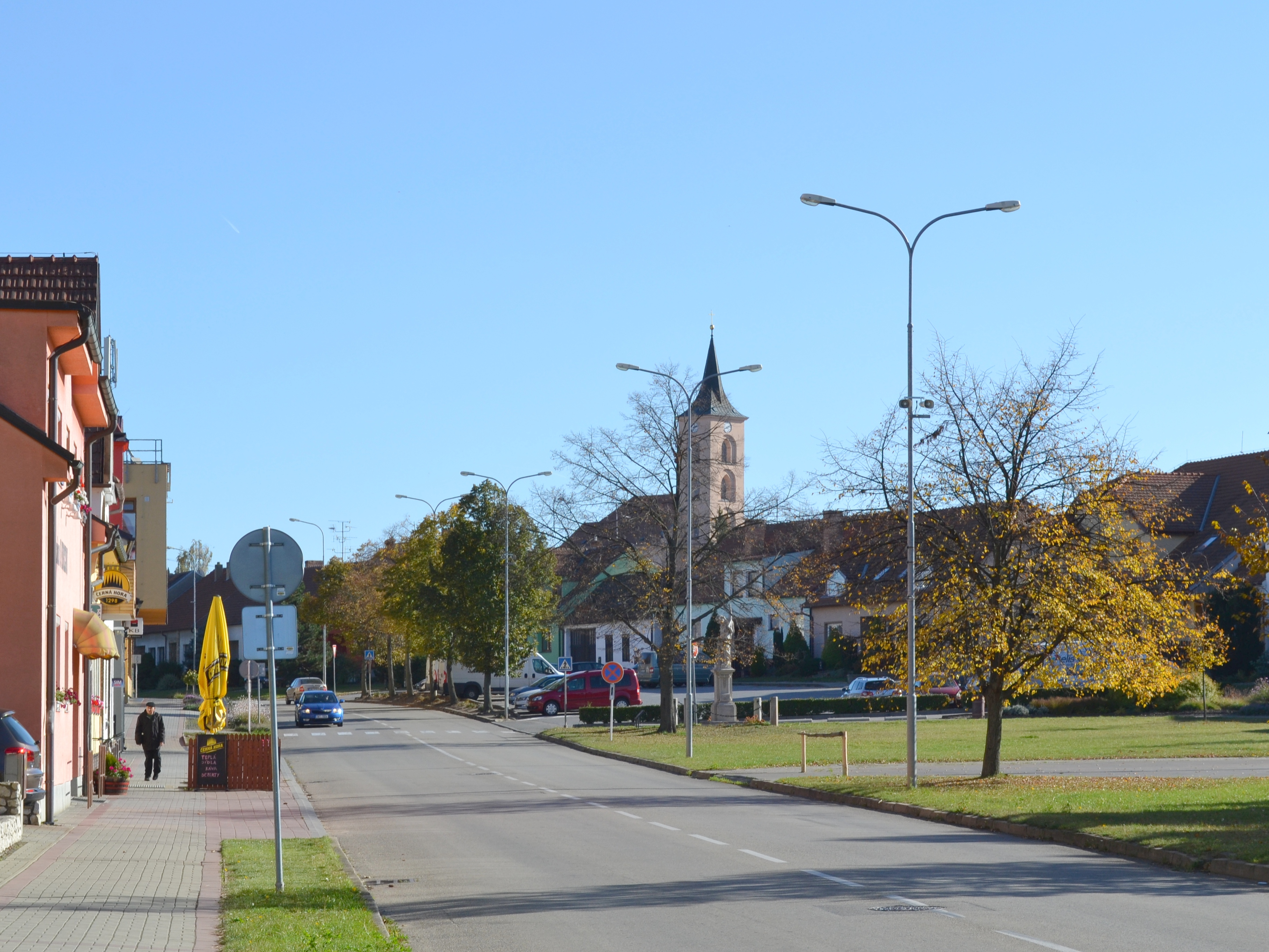
Centrum miasta

Velké Bílovice − miasto w Czechach, w powiecie Brzecław, w kraju południowomorawskim. Leży ok. 45 km na południowy wschód od Brna i ok. 80 km na północny wschód od Wiednia. Liczba jego mieszkańców wynosi 3883 osób (2024). Jest to największa gmina winiarska w Czechach, posiada ponad 770 hektarów  oficjalnie zarejestrowanych winnic (2023).

## Demografia

### Liczba ludności
Źródło:

## Historia
Pierwsza wzmianka w źródłach pisanych pochodzi z 1306 roku, prawa miejskie odzyskane w 2001.

## Zabytki
- Kościół Narodzenia Najświętszej Maryi Panny - zbudowany w latach 1764–1765 w stylu barokowym.[6]
- Około 650 piwnic winiarskich[7] w 40 nazwanych alejkach piwnicznych tworzy odrębne miasteczko winiarskie.[8]

## Transport
Na południowy zachód od miasta biegnie autostrada D2 (zjazd na Velké Bílovice i Podivín).
Najbliższa stacja kolejowa znajduje się w mieście Podivín (odległość 3 km).

## Miasta partnerskie
- Šenkvice,  Słowacja
- Presidencia Roque Sáenz Peña,  Argentyna[9]

## Galeria

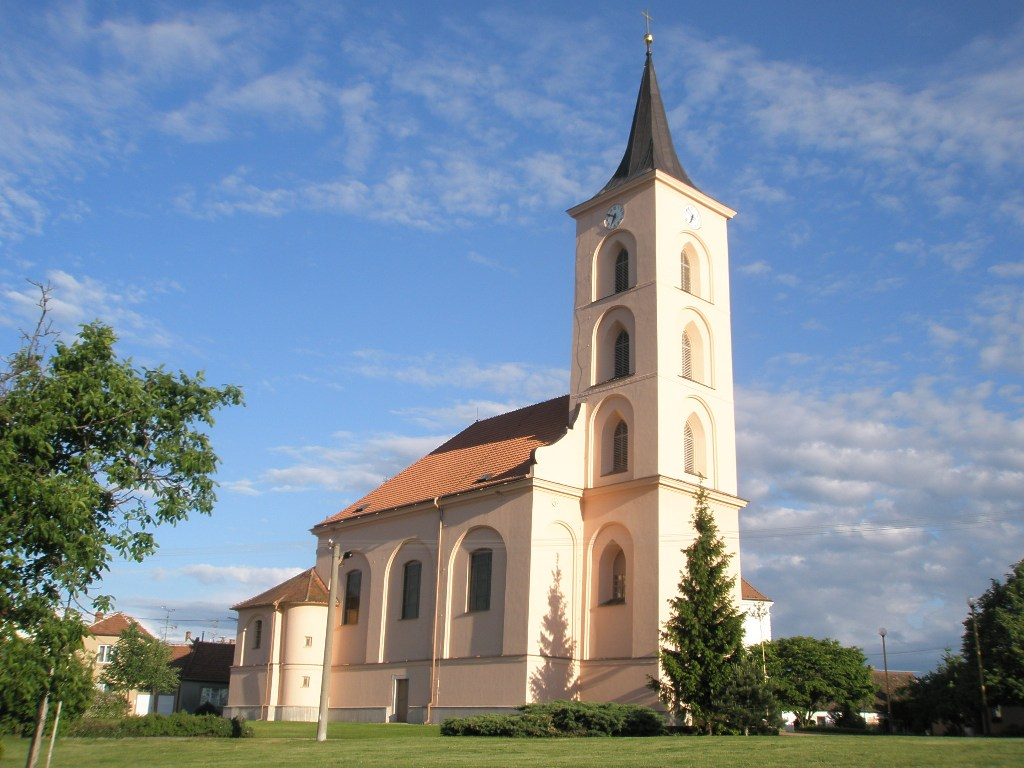
Kościół Narodzenia Najświętszej Maryi Panny
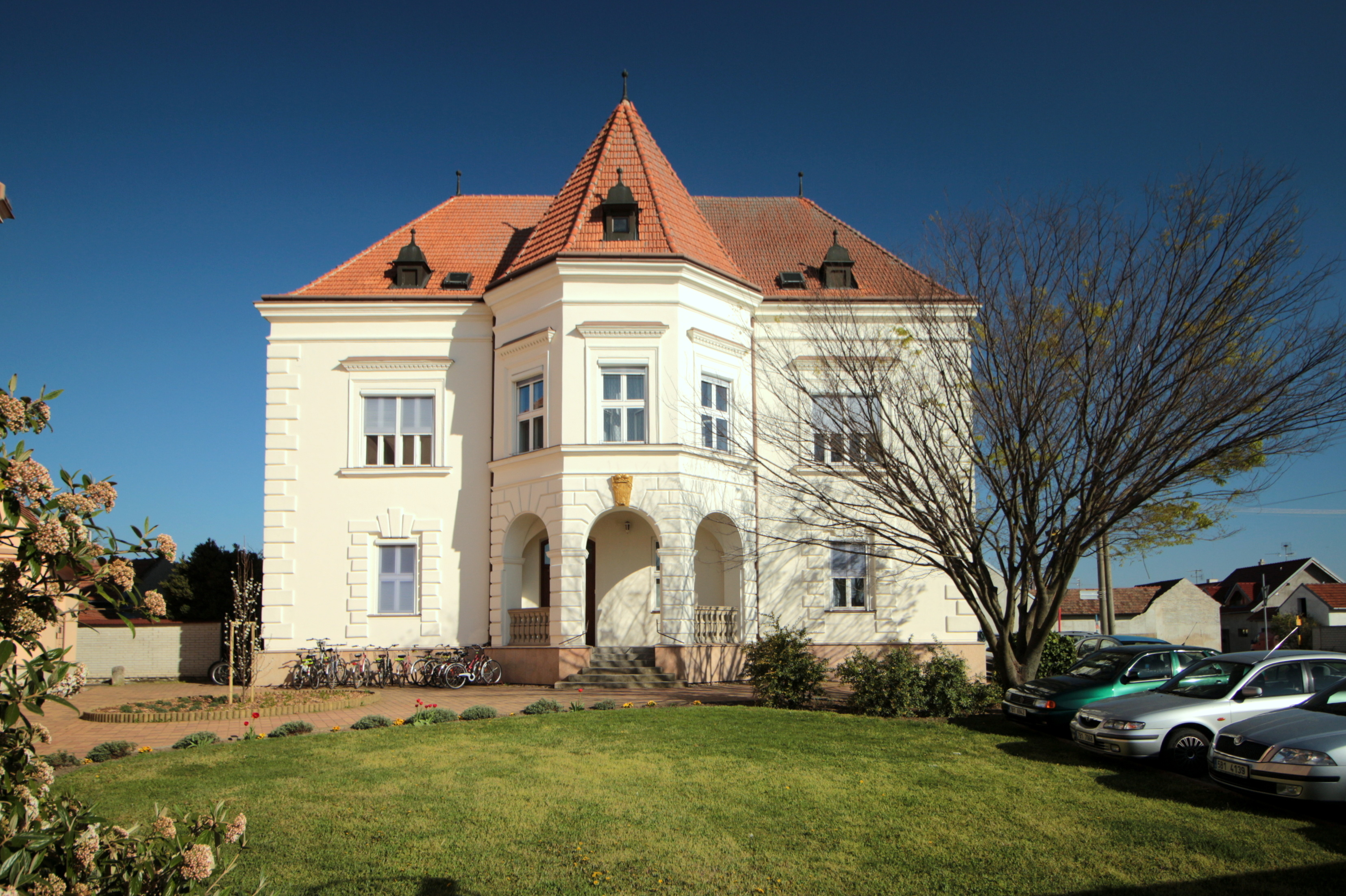
Plebania
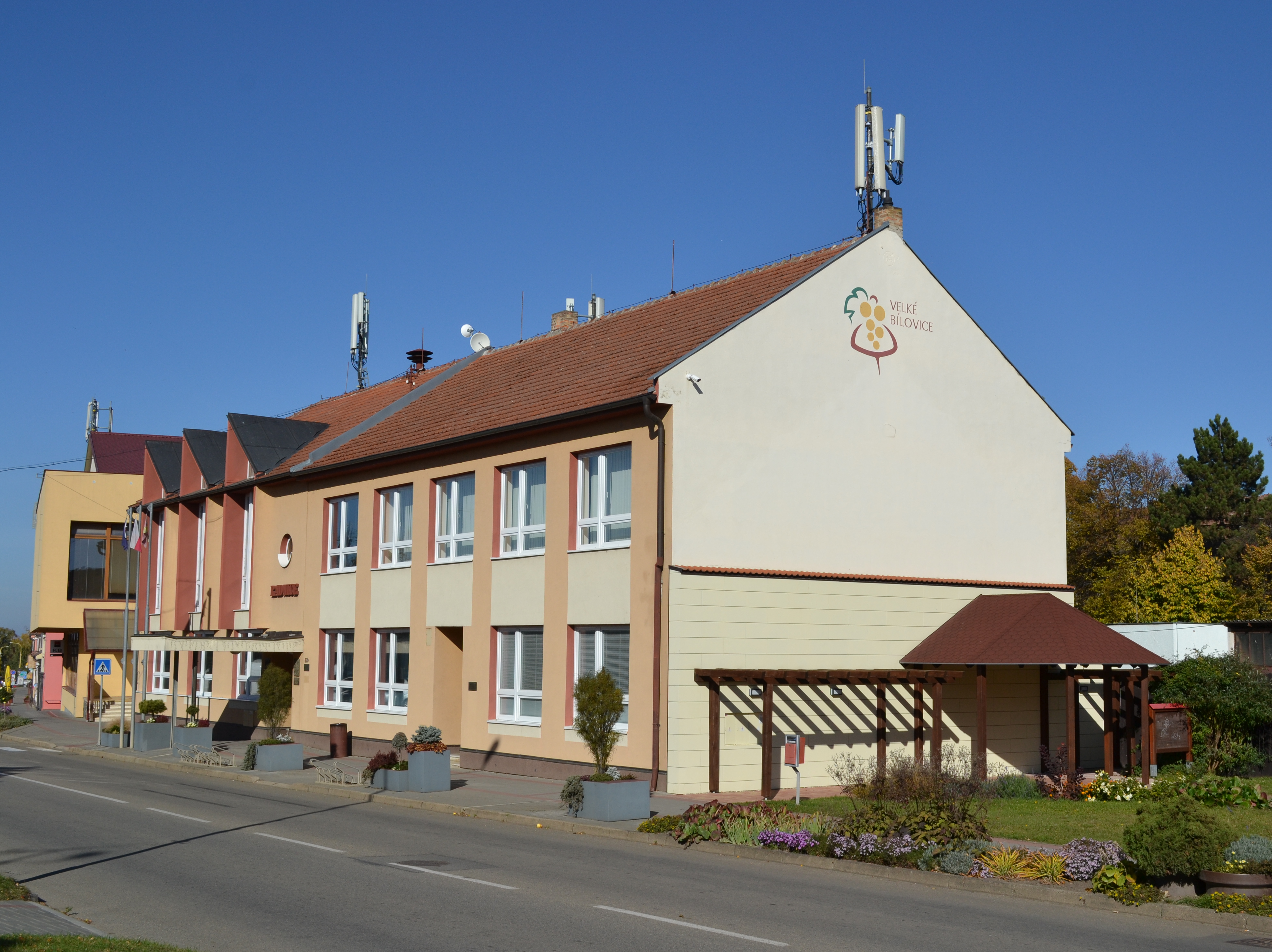
Ratusz
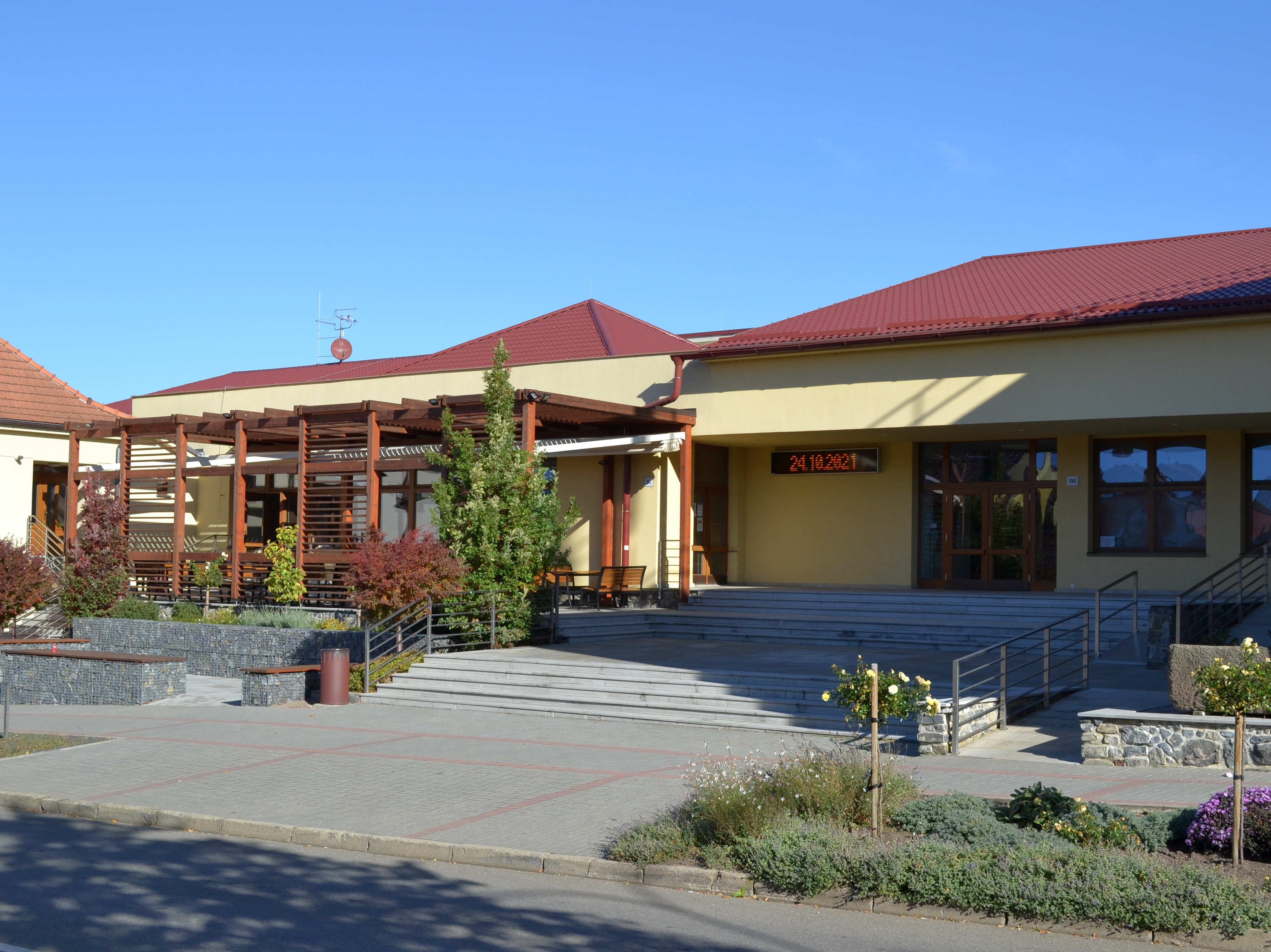
Dom kultury
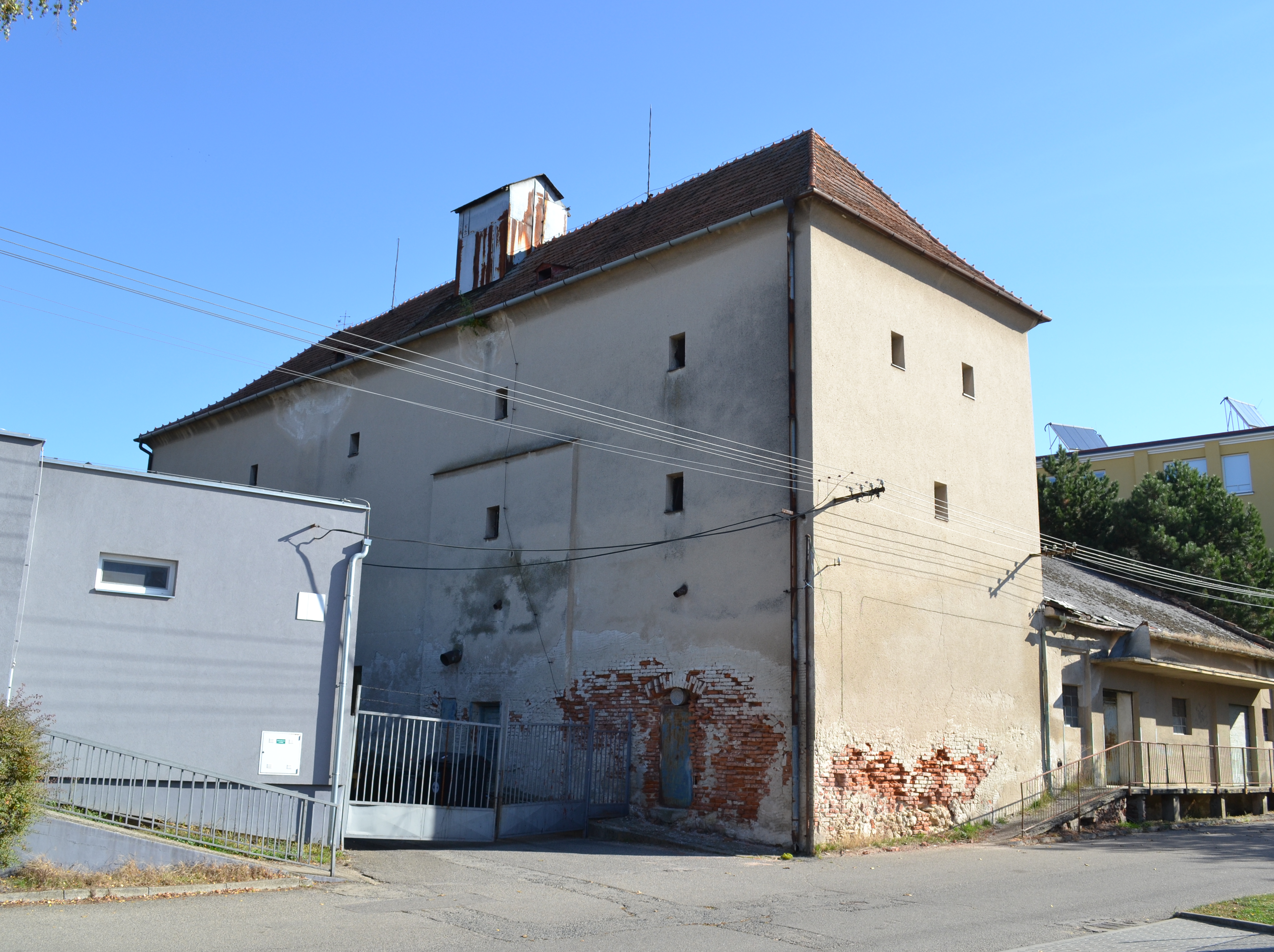
Dawna twierdza
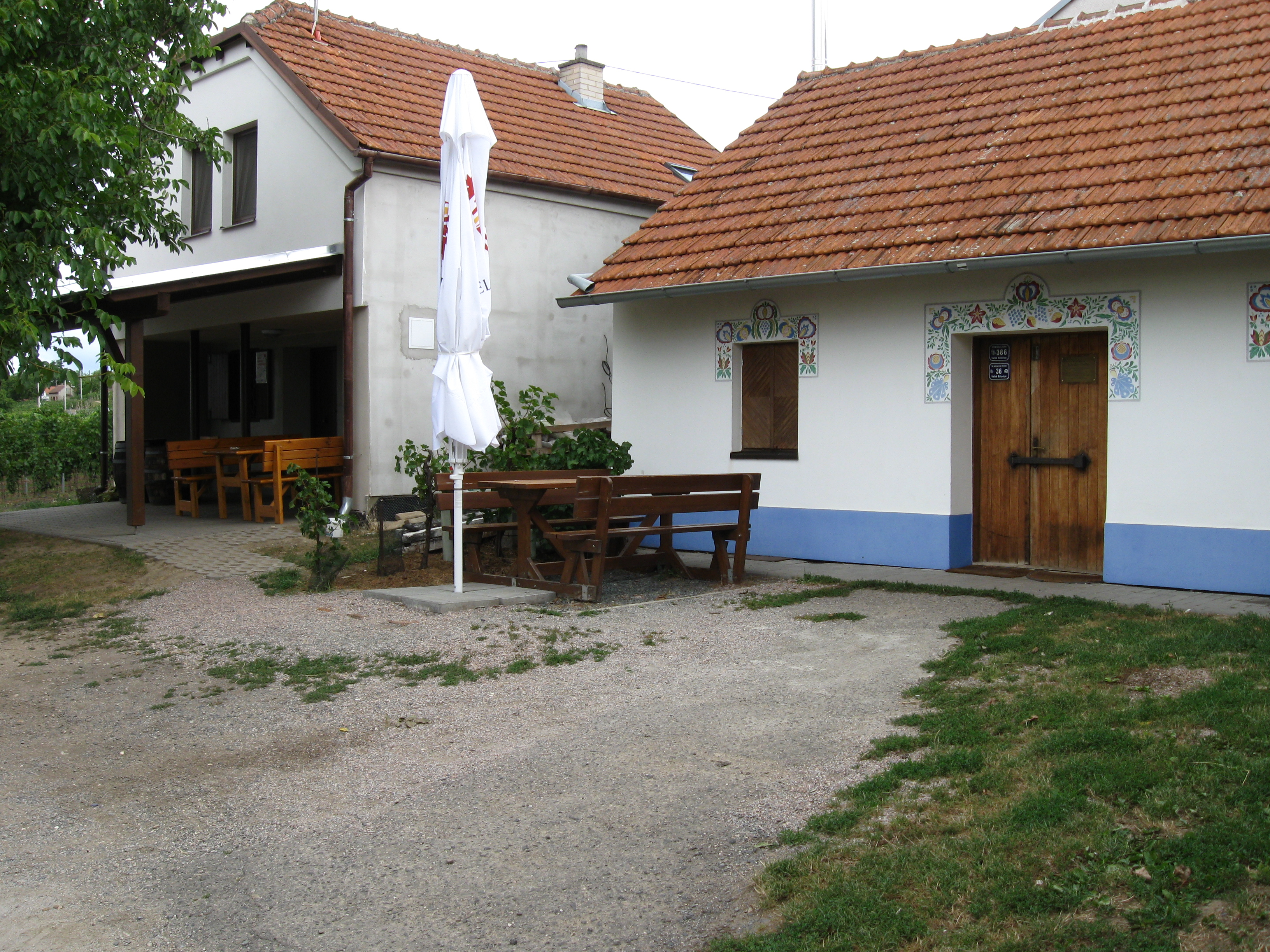
Piwnice winne
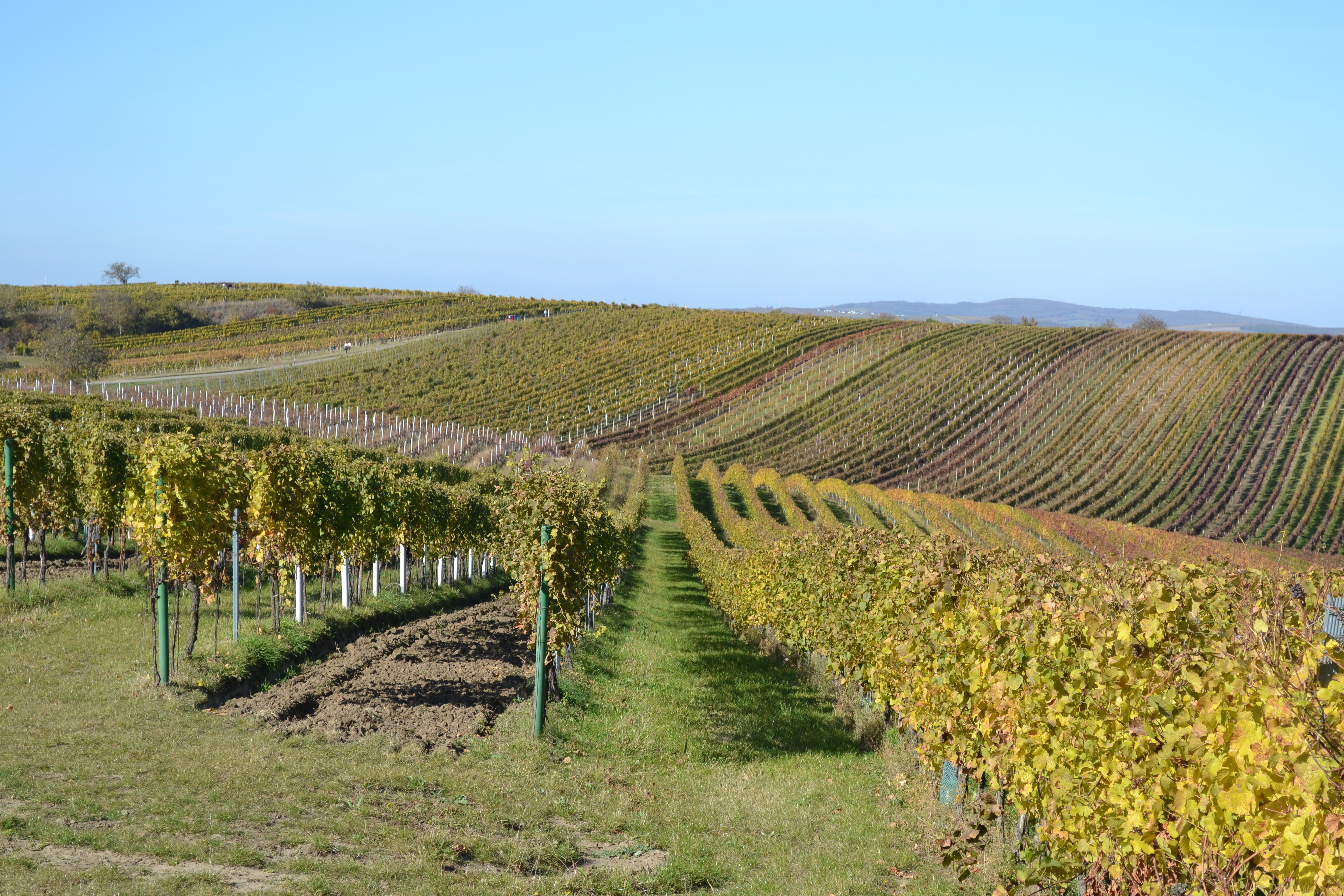
Winnice nad miastem
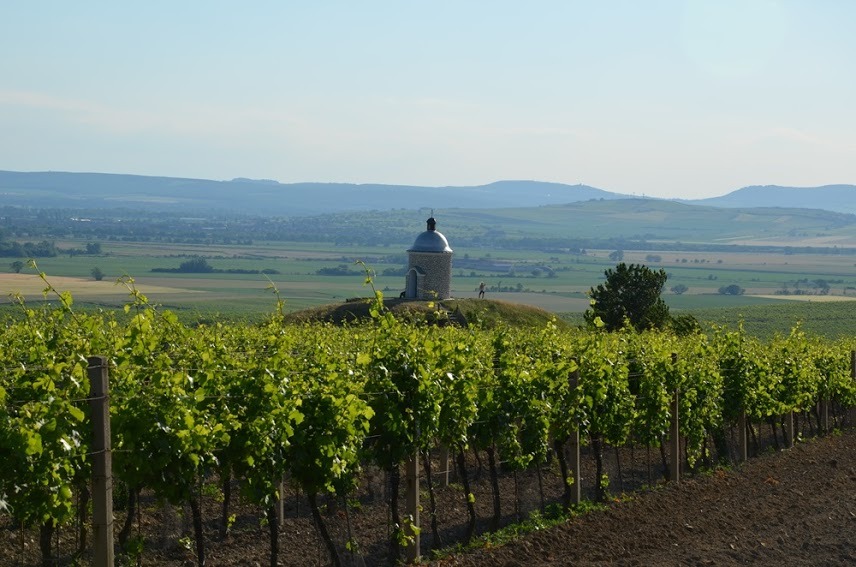
Kaplica na wzgórzu otoczona winnicami
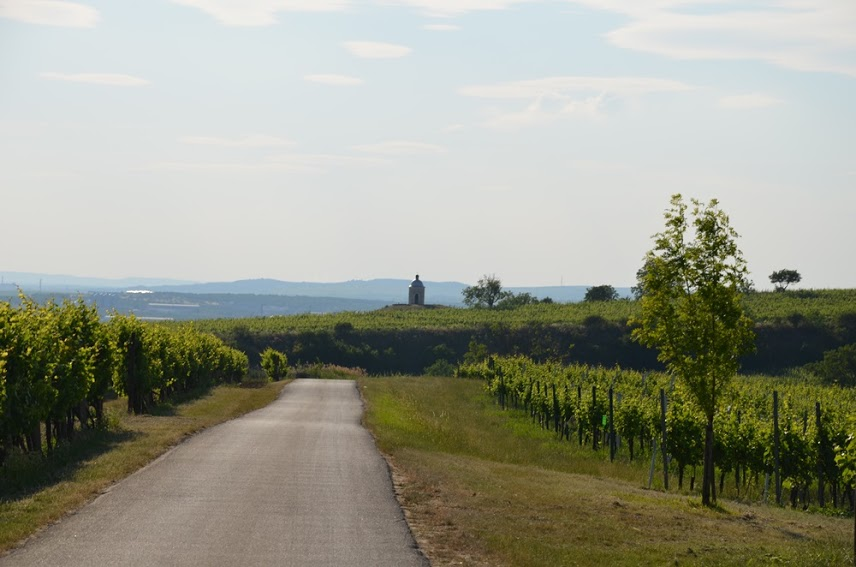
Droga między winnicami prowadząca do kaplicy.
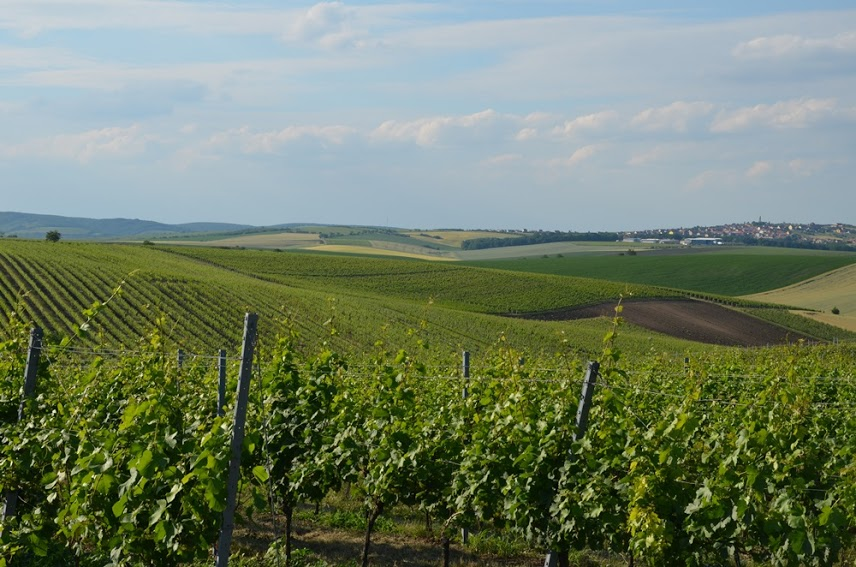
W drodze do kaplicy, patrząc na północ. W oddali widać wioskę Vrbice
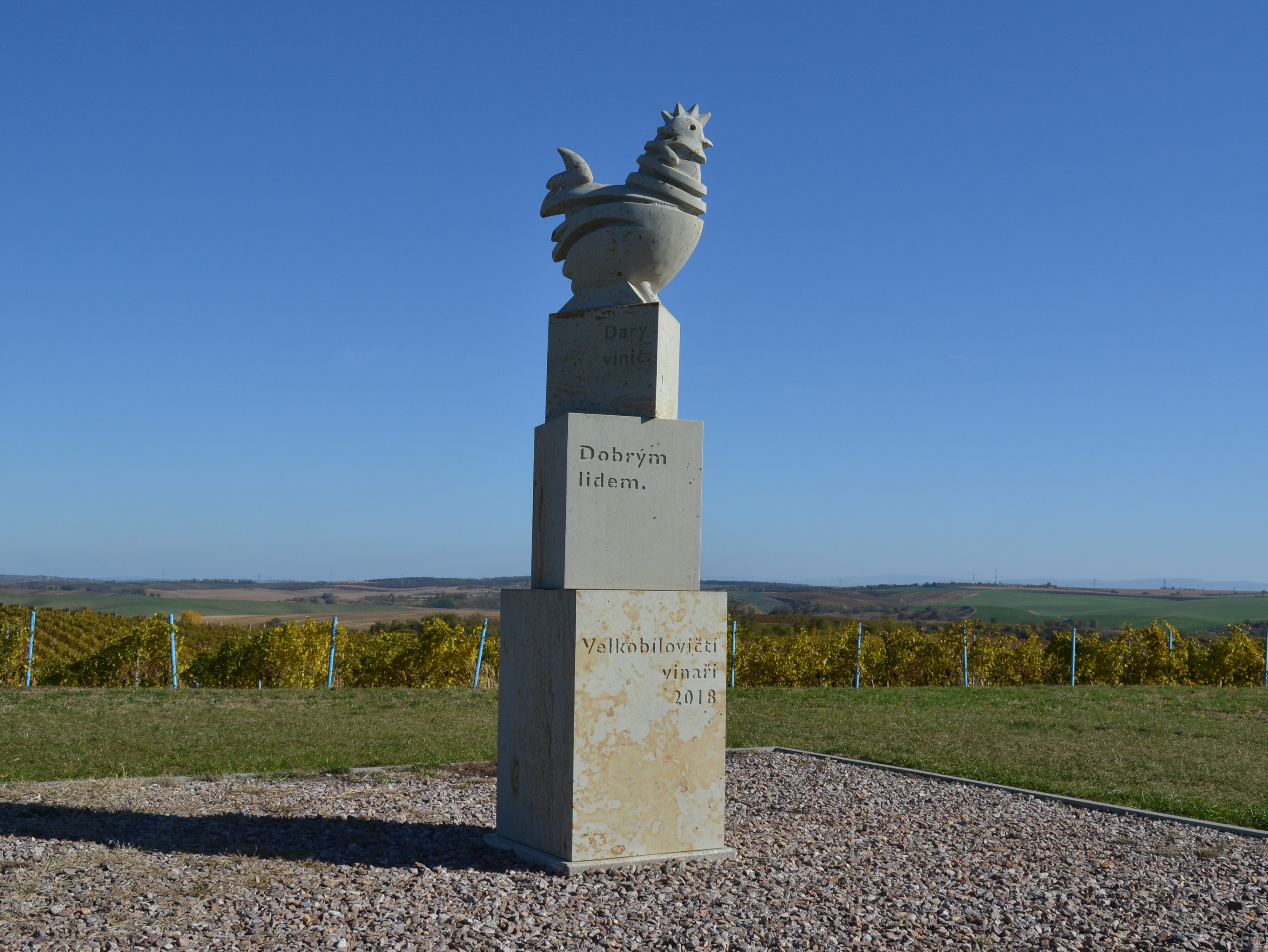
Pomnik kury
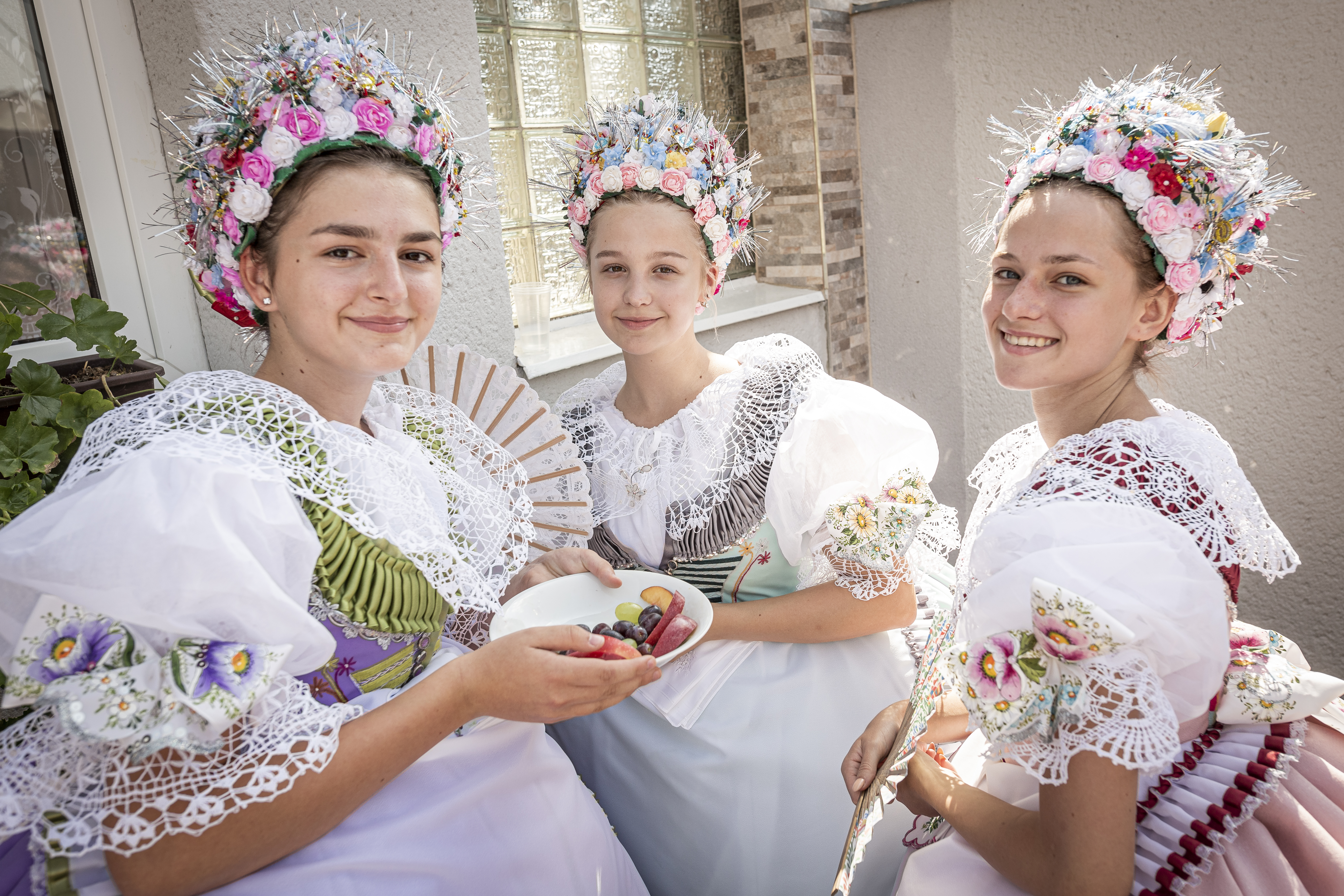
Dziewczyny w strojach ludowych